# 伊藤まみ
伊藤 まみ（いとう まみ、女性、1974年10月12日 - ）は、山形県東置賜郡川西町出身の元プロボクサー。新宿イマオカボクシングジム所属。階級はミニフライ級。WBCアトム級15位、東洋太平洋同級8位（2012年1月現在）。

## 来歴
雑誌に掲載されたジムの広告がきっかけで、2003年にイマオカジム入門。2006年6月10日、JWBCにてアンリ戦でデビューも判定負け。
10月29日、近藤みゆき戦で初勝利。
2007年2月12日、キックボクサーの岡田敦子を判定で退ける。
6月24日、伊藤知子から4回TKOを奪い、初のKO勝利。
11月10日、相川周子から3回TKOを奪い、2戦連続KO勝利。
2008年、JBCボクサーライセンス取得。5月9日の「G Legend」で伊藤知子と再戦。しかし判定負け。
11月19日、大内さくらを2回TKOで退けJBC初勝利。
2009年1月、OPBFアトム級4位にランクされる。
3月17日、JWBC時代に世界王座挑戦歴のある宮尾綾香と対戦も判定負け。
6月26日、片山由美から1回TKO勝利。
12月9日、黒田陽子と対戦し、1回に日本女子プロボクシング初のダブルノックダウンとなる激闘を繰り広げ、判定勝利。
2010年5月12日、初の6回戦として小田美佳と対戦も引き分け。
9月24日、後にWBA王者となる安藤麻里に判定勝利。
12月5日、安藤と今度はアウェーとなる大阪で再戦も、判定負け。
2011年4月21日、宮尾綾香と2年ぶりの再戦。しかし6回TKO負けを喫する。
10月12日、ボクサー定年の37歳を迎えたが、WBCランカーであるため特例が認められた（同じくWBCランカーだった同い年の同僚石川範子は引退）。
11月30日、小関桃が持つWBC女性世界アトム級王座に挑戦。37歳1ヶ月18日の女子世界王座挑戦は国内では池山直に次いで当時歴代2位の年長記録となったが、10回途中で偶然のバッティングにより試合続行不可能となり、負傷判定でタイトル獲得ならず。この試合を最後に引退。
現在はワタナベボクシングジムのトレーナー。

## 戦績
- JBC公認前:5戦 4勝 2KO 1敗
- JBC公認後:10戦 4勝 2KO 5敗 1分